# 劉仁恩
刘仁恩（548年—599年10月23日），字庆仁，陕州弘农县（今河南省灵宝市）人，北周、隋朝官员。

## 生平
刘仁恩洒脱不受约束，有文治与军事的才干。刘仁恩以侍卫上士为起家官，升任少承御。刘仁恩又获周武帝提拔出任大御正、仪同三司，转任内史中大夫，加开府，又升任内史上大夫，外任使持节、徐州刺史。大象二年（580年），尉迟迥起兵反叛，派遣部将毕义绪占据兰陵，又派遣席毗攻克昌虑和下邑。徐州总管源雄派遣刘仁恩出兵进攻毕义绪，仪同刘弘和李琰讨伐席毗，都将敌人平定。获胜后刘仁恩转任兖州刺史，加大将军，升任天官都府司会。隋朝建立后，刘仁恩进爵梁郡开国公，转任毛州刺史，为政的成绩号称天下第一。开皇四年四月庚子（584年5月23日），刘仁恩被征召出任刑部尚书，又外任荆州总管、六州诸军事、荆州刺史。
开皇八年（588年），当时隋朝要进攻南陈，以刘仁恩出任行军总管，隶属于杨素讨伐南陈。当年十月甲子（588年11月22日），刘仁恩从江陵出发。刘仁恩与杨素汇合后，杨素率领水军沿着长江顺流而下，越过三峡，于十二月推进到流头滩。南陈将军戚昕率领青龙战船一百多艘防守狼尾滩，这里地势险要，易守难攻，隋军的将军们因而担忧。杨素说：“成败在此一举。我军如果白天下船进攻，敌军就会知道我军虚实，加上滩流迅急，船只难以掌握，我们就失去了居于上游的便利条件；不如在夜里突然袭击敌军。”于是杨素亲自率领黄龙舰船数千艘，将士衔枚，顺流而下，又派遣开府仪同三司王长袭率领步兵由长江南岸进攻戚昕别处营垒，派遣刘仁恩率领骑兵由北岸向白沙进发，黎明时候隋军各路军队都到了，于是一起发起进攻，戚昕战败逃走，隋军俘获了南陈全部将士，慰劳后加以遣返，纪律严明，秋毫不犯。开皇九年（589年）正月，南陈荆州刺史陈慧纪派遣南康内史吕仲肃率军驻扎在岐亭，据守巫峡，并在长江北岸岩石上凿孔，跨江系三条铁锁，横截上流江面以遏制隋军船只。吕仲肃又拿出自己的全部财产充作军饷。杨素和刘仁恩指挥隋军登陆猛攻陈军，前后四十余战，吕仲肃率军据险全力抗拒，隋军损失惨重，阵亡五千余人，南陈人将死者的鼻子全部割下去邀功求赏。之后隋军多次取胜，俘获了一些陈军士卒，分三次释放了他们；陈军夜间溃乱，吕仲肃放弃营栅逃走，杨素从容毁掉跨江锁链。吕仲肃又退守荆门的延洲，杨素派遣居住在巴中一带的蛮族士卒一千人乘坐五牙战舰四艘，用拍竿击碎陈军十余艘战船，于是大败陈军，俘获两千余人，吕仲肃只身逃走。在荆门击败南陈将军吕仲肃，刘仁恩制定了很多计谋，因功加上大将军，很受当时舆论称赞。杨素攻克荆门后，另外派遣部将庞晖率兵攻城略地。开皇九年二月，庞晖南下到达湘州，湘州城内将士没有固守的意志，没几天就请求投降。湘州刺史陈叔慎就设置酒席宴请部下文武官吏，酒喝到尽兴时，陈叔慎感叹说：“我们之间的君臣关系，到此就算结束了！”这时湘州长史谢基悲不自胜，伏地流涕。湘州助防遂兴侯陈正理也在坐，于是站起来说：“君主受辱，臣子应该以死相报。在坐各位哪个不是陈国的臣子？如今天下有难，实是致命之时。就是事情不能够成功，也可以显示出陈国臣子的气节，就这样束手就擒，沦为亡国之民，死不瞑目！现在已经到了危急关头，不可再犹豫了，敢有不响应的立即斩首！”酒宴上的众人全都响应。于是陈叔慎和文武官吏杀牲口结盟，并派人奉诈降书交给庞晖。庞晖相信了，约定下日期入城受降，陈叔慎预先布置伏兵等待他。庞晖命令数百人屯集在城门口，自己率领随从数十人进入厅内，很快伏兵发动，绑住庞晖宣布命令，又抓住他的手下将士全杀了。陈叔慎坐在射堂内，招集士众，几天之内，士兵人数达到五千人。衡阳郡太守樊通、武州刺史邬居业都请求率军协助抵抗隋军。樊通等人的援军还没到，隋朝派薛胄出任湘州刺史，听说庞晖已死，就再请增兵，隋朝又派遣刘仁恩率兵前往支援。刘仁恩的军队还没到，薛胄已经抵达鹅羊山，陈叔慎派陈正理和樊通等人抵抗隋军，于是双方大战，从早晨到太阳偏西，隋军屡次休息屡次作战，而陈正理士兵少，不敌隋军，于是大败。薛胄乘胜入城，俘虏陈叔慎。此时邬居业率他的士兵从武州来参战，到了横桥，听说陈叔慎战败，就在新康口停顿。刘仁恩的军队也到了横桥，据水边安置军营，与邬居业相持两夜，因此交战，邬居业又战败了，刘仁恩将邬居业俘虏，随后将陈叔慎、陈正理、邬居业以及他们的部将十多人送到秦王杨俊那儿，杨俊将这些人在汉口全部斩首。
南陈灭亡后，朝廷征召刘仁恩出任信州总管、十二州诸军事、信州刺史，刘仁恩还没来得及上任，就被征召入关，于开皇十九年九月廿九日（599年10月23日）在南方去世，虚岁五十二，同年十二月十九日（600年1月10日）葬于长安县高阳原。

## 家庭

### 祖父
- 刘肱[1]

### 父亲
- 刘纳，西魏侍中、开府、嘉山桓公[1]

## 墓志
2009年入藏大唐西市博物館。

隋前大將軍信州總管梁郡公劉使君墓誌
公諱仁恩，字慶仁，陝州弘農人也。昔者纂堯之緒，發跡定於斷蛇；系漢之功，盛德基於來凰。重光載世之美，本枝別幹之華。珪瑞鬱而争輝，龜組紛而交映。流諸史冊，播在笙鏞，詳略而言，無俟該備。祖肱，始御脩途，遽辭千里。父納，魏侍中，開府，嘉山桓公，傑出偉才，累登三事。公託潤瓊田，資芬惠苑，青襟早悟，綺歲有聲。起家侍衛上士，仍遷少承御。周武帝跡高雄猛，心尚沖虛，欲使宇內縉紳，人聞道德，玄都肆業，傍引貴游。公以清明，先光學市，既而衆妙無擁，象繫畢通，見重四科，用兼五美。俄授大御正，儀同三司，仍轉內史中大夫，加授開府。又遷內史上大夫，任在王言，職光綸紱。出爲使持節，徐州刺史，淮沂殷曠，事參荒服。尉迥竊據楚齊，將同問鼎。公時臨所鎮，抗禦妖徒，大憝既平，嘉庸簡在。仍轉兖州刺史，加授大將軍，遷天官都府司會。皇明御曆，進爵梁郡開國公，轉毛州刺史。寬猛流譽，威惠有聞。徵爲刑部尚書，龍作納言，是稱顯貴，皋繇司士，時寄兼隆。俄而鄢郢上游，思覃善政，沮漳南服，復俟綏懷，出授荊州總管六州諸軍事，荊州刺史。朝旨將興大舉，掃定江東，元帥須才，暫虛蕃任。授公行軍總管。別道長驅，淮海克清，寔惟宣力。江山控帶，朝寄不輕，綏導蜑夷，事歸良牧。轉公信州總管十二州諸軍事，信州刺史。未遑之任，詔徵入關，但賁隅遠戍，馬歎空留，駱越遐方，彭亡遂及。開皇十四年九月廿九日薨於嶺表，春秋五十二，以其年十二月十九日還葬長安縣高陽原，禮也。公履孝基仁，懷奇藴異，造次不忘於詩禮，動静皆會於莊恭，加以玄賾妙該，儒宗精集，處滿思懼，居安慮危，可謂名將名臣，望古難儔者也。今筮兆斯吉，玄板宜鎸，敬勒芳猷，寄諸沉石。其詞曰：
白水遺緒，丹陵遠裔。軒冕從容，羽儀載世。珪社相屬，鼎鐘無替。惟公秀出，早擅英圖。七年奇幹，千里名駒。學窮齊魯，武備孫吴。廟堂勝略，帷帳奇謨。丹襜亟卷，朱傳恒驅。是曰公才，寔惟王佐。燮理攸屬，股肱斯和。氛祲皆殲，妖徒并挫。舍爵冊勳，諒資恒典。照耀朱紱，優遊玉鉉。升降有章，進退無腆。飄颻遠戍，零落遐年。他鄉風日，何處山川。悠悠九地，杳杳三泉。故都已届，龜謀且吉。雪照寒田，雲埋冬日。萬古無朽，千秋茂實。